# Perpignan
Perpignan (catalană Perpinyà) este un oraș în sudul Franței. Situat la nord de granița cu Spania, a fost întemeiat în sec. X d. Hr. Are 116,7 mii locuitori (2008). Este centru administrativ (prefectură) al departamentului Pireneii Orientali din regiunea Languedoc-Roussillon. Perpignanul este principalul oraș al regiunii istorice Roussillon, populată preponderent de etnici catalani și alipită la Franța la 7 noiembrie 1659 urmare a Tratatului pireneic, ce punea capăt războiului hispano-francez din 1635 - 1659. Între 1229 și 1344 orașul a fost capitala regatului catalan Mallorca. Printre obiectivele turistice majore ale Perpignanului se numără grădinile și palatul regilor de Mallorca (sec. XIV), actualmente muzeu și catedrala Sf. Ioan Botezătorul (sec. XIV - XVI), construită în stilul goticii catalane. Universitatea din Perpignan, fondată în anul 1349, este una dintre cele mai vechi din Franța.